# Nano Omar
Nano Omar (Botkyrka, Suecia; 7 de agosto de 1986), conocido simplemente como Nano es un cantante, compositor y músico sueco. Con su canción "Hold On" fue candidato en el Melodifestivalen 2017 y actualmente es candidato en el Melodifestivalen 2019 con "Chasing Rivers".

## Biografía
Nacido en el municipio sueco Botkyrka (perteneciente a la Provincia de Estocolmo), el día 7 de agosto de 1986.
Cuando tenía 12 años de edad, comenzó a vivir en una casa de acogida situada en la Isla de Gotland.
Después de que su madre lo visitara por primera vez desde que estaba en una casa de acogida, ella le regaló un sintetizador, lo que le influyó muchísimo en su deseo de querer dedicarse al mundo de la música.
A los 18 años fue detenido y llegó a entrar en prisión durante un tiempo. Luego a los 21 años volvió a ingresar en prisión por segunda vez.
Posteriormente se enteró de que su novia estaba embarazada del que es su hijo y esto fue lo que hizo que cambiara de vida para poder centrarse en su familia y en poder retomar su sueño de dedicarse profesionalmente a la música.
Su género musical es el pop, R&B contemporáneo, soul y el breakbeat.
En la primavera de 2015, lanzó el que ha sido su primer sencillo, titulado "Lion".
Recientemente ha saltado a la fama tras ser uno de los candidatos en la selección nacional eurovisiva Melodifestivalen 2017, donde compite con su canción "Hold On". La canción está escrita por él mismo y por Gino Yonan, Ayak Thiik, Carl Ryden, Christoffer Belaieff, Rikard de Bruin y David Francis Jackson; además ha logrado colocarse en una buena posición dentro de la lista nacional Sverigetopplistan en la categoría oficial Singles Top 60.
Nano fue elegido como finalista en la primera semifinal, celebrada el 4 de febrero en Gotemburgo. 
Actualmente tiene una plaza como candidato en la gran final del sábado día 11 de marzo que tendrá lugar en el Friends Arena, donde se elegirá a la nueva persona encargada de tener que representar a Suecia en el Festival de la Canción de Eurovisión 2017 que se celebrará en la ciudad de Kiev, Ucrania.

## Discografía

### Sencillos
| "Lion"                                                       | 2015 | — | — |
| "Hold On"                                                    | 2017 | 7 |   |
| "—" denotes a single that did not chart or was not released. |      |   |   |